# 擬魮
擬魮（学名：Pseudobarbus burchelli）是輻鰭魚綱鯉形目鯉科的其中一個種，被IUCN列為極危保育類動物，分布於非洲南非開普敦，體長可達13.5公分，棲息在池塘及溪流，以昆蟲、無脊椎動物等為食。